# カスパー・シュマイケル
カスパー・シュマイケル（Kasper Schmeichel, 1986年11月5日 - ）は、デンマーク・コペンハーゲン出身のサッカー選手。スコティッシュ・プレミアシップ・セルティックFC所属。ポジションはGK。デンマーク代表。元デンマーク代表GKのピーター・シュマイケルは実父。

## クラブ経歴

### キャリア初期
父・ピーターがスポルティングCPに所属していた2000年、ポルトガルのGDエストリル・プライアでキャリアをスタート。
2002年、父・ピーターのイングランド復帰と同時にマンチェスター・シティFCのユースへ移籍。トップチーム昇格後は下部リーグへのレンタル移籍を繰り返していたが、2007-08シーズン開幕前に、正GKアンドレーアス・イサクソンと、控えGKジョー・ハートが共に怪我で離脱したため、開幕戦のウェストハム・ユナイテッドFCでスタメン出場を果たし、0-2の完封で押さえスヴェン＝ゴラン・エリクソン監督の期待に応える活躍を見せた。開幕後も一時期は正GKの座を掴んだが、その後ジョー・ハートにポジションを奪われた。
カーディフ・シティFC、コヴェントリー・シティFCへのレンタル移籍を経て2009年8月、エリクソンが監督に就任したフットボールリーグ2（4部相当）のノッツ・カウンティへ移籍。翌2010年7月には、チャンピオンシップ（2部相当）所属のリーズ・ユナイテッドFCに2年契約で移籍した。

### レスター・シティ
2011年夏、チャンピオンシップ所属のレスター・シティFCに移籍し、レギュラーに定着。2013-14シーズンに優勝して、プレミアリーグに昇格。2014-15 シーズンはプレミアリーグ残留に貢献すると、翌年の2015-16シーズンには、クラブ史上初の優勝に貢献。同シーズンのデンマーク年間最優秀選手賞も受賞した。2016-17シーズン、チャンピオンズリーグ決勝トーナメントのセビージャ戦、1stレグではマンオブザマッチに選ばれた。1stレグ、2ndレグ、いずれの試合でも相手のシュートを再三防ぎ、更に相手のPKを止める活躍を見せ、チームのベスト8進出に貢献した、また同シーズンはチームのプレミアリーグ残留に貢献、レスターチーム内の最優秀選手賞、選手が選ぶ最優秀選手に選ばれた。2018-19シーズン中にはレスターでの300試合出場を達成した。2018年8月31日、新たに2023年までとなる5年の契約に署名した。
2019-20シーズン、10月25日に行われた第10節サウサンプトン戦にて9-0のプレミアリーグ最多得点での勝利し、父ピーターがマンチェスター・ユナイテッド時代の1995年3月、イプスウィッチ戦で9-0と勝利した最多得点記録の試合と並び、親子2世代でプレミアリーグ最多得点試合でGKとしてプレーしたこととなった。リーグ戦全試合にフル出場し、リーグ第3位となるクリンシート13試合を記録、UEFAヨーロッパリーグ出場権獲得に貢献した。
2020-21シーズン、5月15日に行われたFAカップ決勝チェルシー戦では二度の決定機を好セーブで防ぐなどの活躍を見せ、レスターの50年ぶりとなるFAカップ優勝に貢献した。
2021-22シーズン、引退を表明したウェズ・モーガンに代わり、新たにチームの新主将として任命された。

### ニース
2022年8月3日、OGCニースへの完全移籍が発表された。加入当初はウェイトオーバー気味、リュシアン・ファーヴル監督との確執、さらに、ミーティングに遅刻するなどの規律違反が噂されたが、それでもファーヴル監督解任後に就任したディディエ・ディガール暫定監督の信頼は厚く、リーグ・アン36試合を含む公式戦46試合に出場した。
ただ2023-24シーズンは、若返りを図る首脳陣の意向もあって開幕からベンチ外が続き、マルシン・ブルカにポジションを奪われた。2023年9月1日、双方合意の下でクラブとの契約を解消した。

### アンデルレヒト
2023年9月5日、RSCアンデルレヒトに加入した。契約期間は1年間。背番号は33番。

### セルティック
2024年7月18日、セルティックFCに1年契約で加入した。監督であるブレンダン・ロジャーズとはレスター・シティ時代からの再タッグとなる。

## 代表経歴
年代別のデンマーク代表にも招集された経験がある。2012年5月26日に行われたブラジル戦で負傷したトーマス・セーレンセンが回復の目処が立たないため、同月29日にUEFA EURO 2012のエントリーメンバーに代替招集された。2013年2月16日に行われたマケドニア代表との親善試合で先発出場し代表デビューを果たした。
2016年6月にはキリンカップに招聘され、来日を果たしている。
2018 FIFAワールドカップではグループリーグ全3試合で先発し好セーブを見せ、決勝トーナメント1回戦のクロアチア戦では1-1で迎えた延長後半終了間際にルカ・モドリッチのPKをストップ。PK戦でもクロアチアのPK2本をストップしたが、デンマーク側3人がPKを止められ、デンマークはワールドカップで1998年以来のベスト8入りを逃した。この試合のMOMにはシュマイケルが選ばれた。
2021年、UEFA EURO 2020、チームの準決勝進出の立役者の一人となり、準決勝のイングランド戦では数度の好セーブを見せたが、延長戦の末に敗れ、チームは1992年以来の決勝進出はならなかった。
2022年11月8日、カタールW杯に臨むメンバーの1人に選ばれた。本大会では、グループステージの全3試合に先発フル出場したものの、チームは未勝利で大会敗退を余儀なくされた。
2024年3月23日、スイス代表との親善試合に出場したことでデンマーク代表通算100キャップを記録した。100試合に出場したデンマーク代表選手としては通算11人目であり、GKのみに絞ると父ピーター、トーマス・セーレンセンに次いで3人目になる。
UEFA EURO 2024に選出

## 人物
アメリカンフットボールが好きで、NFLのニューイングランド・ペイトリオッツと同チームのスター選手であるトム・ブレイディのファンであることで知られる。
シュマイケルが自身のファンであることを知ったブレイディは、2015-16シーズンにプレミアリーグで優勝争いを繰り広げるレスター・シティとシュマイケルに応援のメッセージを送った。シュマイケルは自身のツイッターで、「なんてこった。僕にとって最高のQBであり、最大のアイドルの一人からこれを受け取るなんて、信じられないよ」という言葉とブレイディの応援メッセージの動画をあわせて投稿し、感謝の念を表した。
カスパー・シュマイケルは、ピッチ上での活躍だけでなく、ピッチ外での誠実な人柄と勇敢な行動でも知られている。
レスター・シティ会長のヘリ墜落事故
2018年10月27日、レスター・シティの本拠地キング・パワー・スタジアムの外で、ヴィチャイ・スリヴァッダナプラバ会長が搭乗したヘリコプターが墜落・炎上する事故が発生した。この事故を目の当たりにしたシュマイケルは、危険を顧みず燃え盛るヘリコプターに駆け寄り、人命救助を試みた。この勇敢な行動は、多くのメディアで報じられ、世界中で称賛された。この一件について、父であるピーター・シュマイケルは、息子の行動を誇りに思う一方で、危険な状況に飛び込んでいったことへの「怒り」も感じたと語っている。
デンマーク代表でのチーム愛
2018 FIFAワールドカップ・ロシア大会期間中、デンマーク代表のチームメイトであったヨナス・クヌドセンは、娘が予定より早く生まれたため、一度チームを離れる必要に迫られた。その際、シュマイケルを含むチームメイトたちは、クヌドセンがすぐに家族の元へ帰れるよう、自腹で飛行機を手配した。シュマイケルは後に、「僕たちには子どもがいる選手がたくさんいる。サッカー選手であると同時に、人間でもあるということを忘れてはいけない」と、この行動の背景にある思いを語っている。
慈善活動
シュマイケルは社会貢献活動にも熱心であり、特に恵まれない子供たちを支援する「ストリートフットボール ワールド」という団体を支援している。サッカーを通じて、世界中の子供たちの生活改善を目指すプロジェクトにも積極的に参加し、その慈善活動は高く評価されている。

## 個人成績

### クラブ
2024年8月23日現在
| 所属クラブ                    | シーズン | リーグ                         | リーグ | リーグ | カップ戦 | カップ戦 | リーグ杯 | リーグ杯 | 国際大会 | 国際大会 | その他 | その他 | 合計 | 合計 |
| 所属クラブ                    | シーズン | ディビジョン                   | 出場   | 得点   | 出場     | 得点     | 出場     | 得点     | 出場     | 得点     | 出場   | 得点   | 出場 | 得点 |
| ----------------------------- | -------- | ------------------------------ | ------ | ------ | -------- | -------- | -------- | -------- | -------- | -------- | ------ | ------ | ---- | ---- |
| マンチェスター・シティ        | 2005-06  | プレミアリーグ                 | 0      | 0      | 0        | 0        | 0        | 0        | —        | —        | —      | —      | 0    | 0    |
| マンチェスター・シティ        | 2006-07  | プレミアリーグ                 | 0      | 0      | 0        | 0        | 0        | 0        | —        | —        | —      | —      | 0    | 0    |
| マンチェスター・シティ        | 2007-08  | プレミアリーグ                 | 7      | 0      | 0        | 0        | 0        | 0        | —        | —        | —      | —      | 7    | 0    |
| マンチェスター・シティ        | 2008-09  | プレミアリーグ                 | 1      | 0      | 0        | 0        | 1        | 0        | 1        | 0        | —      | —      | 3    | 0    |
| マンチェスター・シティ        | 合計     | 合計                           | 8      | 0      | 0        | 0        | 1        | 0        | 1        | 0        | 0      | 0      | 10   | 0    |
| ダーリントン (loan)           | 2005-06  | リーグ2                        | 4      | 0      | 0        | 0        | 0        | 0        | —        | —        | 0      | 0      | 4    | 0    |
| ベリー (loan)                 | 2005-06  | リーグ2                        | 15     | 0      | 0        | 0        | 0        | 0        | —        | —        | 0      | 0      | 15   | 0    |
| ベリー (loan)                 | 2006-07  | リーグ2                        | 14     | 0      | 0        | 0        | 0        | 0        | —        | —        | 0      | 0      | 14   | 0    |
| ベリー (loan)                 | 通算     | 通算                           | 29     | 0      | 0        | 0        | 0        | 0        | 0        | 0        | 0      | 0      | 29   | 0    |
| フォルカーク (loan)           | 2006-07  | プレミアリーグ                 | 15     | 0      | 1        | 0        | 1        | 0        | —        | —        | —      | —      | 17   | 0    |
| カーディフ・シティ (loan)     | 2007-08  | チャンピオンシップ             | 14     | 0      | 0        | 0        | 0        | 0        | —        | —        | —      | —      | 14   | 0    |
| コヴェントリー・シティ (loan) | 2007-08  | チャンピオンシップ             | 9      | 0      | 0        | 0        | 0        | 0        | —        | —        | —      | —      | 9    | 0    |
| ノッツ・カウンティ            | 2009-10  | リーグ2                        | 43     | 0      | 5        | 0        | 0        | 0        | —        | —        | 1      | 0      | 49   | 0    |
| リーズ・ユナイテッド          | 2010-11  | チャンピオンシップ             | 37     | 0      | 2        | 0        | 1        | 0        | —        | —        | —      | —      | 40   | 0    |
| レスター・シティ              | 2011-12  | チャンピオンシップ             | 46     | 0      | 5        | 0        | 1        | 0        | —        | —        | —      | —      | 52   | 0    |
| レスター・シティ              | 2012-13  | チャンピオンシップ             | 46     | 0      | 3        | 0        | 2        | 0        | —        | —        | 2      | 0      | 53   | 0    |
| レスター・シティ              | 2013-14  | チャンピオンシップ             | 46     | 0      | 1        | 0        | 4        | 0        | —        | —        | —      | —      | 51   | 0    |
| レスター・シティ              | 2014-15  | プレミアリーグ                 | 24     | 0      | 0        | 0        | 0        | 0        | —        | —        | —      | —      | 24   | 0    |
| レスター・シティ              | 2015-16  | プレミアリーグ                 | 38     | 0      | 2        | 0        | 0        | 0        | —        | —        | —      | —      | 40   | 0    |
| レスター・シティ              | 2016-17  | プレミアリーグ                 | 30     | 0      | 2        | 0        | 0        | 0        | 8        | 0        | 1      | 0      | 41   | 0    |
| レスター・シティ              | 2017-18  | プレミアリーグ                 | 33     | 0      | 2        | 0        | 0        | 0        | —        | —        | —      | —      | 35   | 0    |
| レスター・シティ              | 2018-19  | プレミアリーグ                 | 38     | 0      | 0        | 0        | 0        | 0        | —        | —        | —      | —      | 38   | 0    |
| レスター・シティ              | 2019-20  | プレミアリーグ                 | 38     | 0      | 2        | 0        | 4        | 0        | —        | —        | —      | —      | 43   | 0    |
| レスター・シティ              | 2020-21  | プレミアリーグ                 | 38     | 0      | 4        | 0        | 0        | 0        | 6        | 0        | —      | —      | 48   | 0    |
| レスター・シティ              | 2021-22  | プレミアリーグ                 | 37     | 0      | 0        | 0        | 1        | 0        | 14       | 0        | 1      | 0      | 53   | 0    |
| レスター・シティ              | 合計     | 合計                           | 414    | 0      | 21       | 0        | 12       | 0        | 28       | 0        | 4      | 0      | 479  | 0    |
| ニース                        | 2022-23  | リーグ・アン                   | 36     | 0      | 1        | 0        | —        | —        | 9        | 0        | —      | —      | 46   | 0    |
| アンデルレヒト                | 2023-24  | ジュピラー・プロ・リーグ       | 31     | 0      | 1        | 0        | —        | —        | —        | —        | —      | —      | 32   | 0    |
| セルティック                  | 2024-25  | スコティッシュ・プレミアシップ | 2      | 0      | 0        | 0        | 1        | 0        | 0        | 0        | —      | —      | 3    | 0    |
| 総通算                        | 総通算   | 総通算                         | 643    | 0      | 31       | 0        | 16       | 0        | 38       | 0        | 5      | 0      | 733  | 0    |

### 代表
2024年8月23日現在
- 国際Aマッチ 105試合 0得点（2013年-）[26]

| デンマーク代表 | 国際Aマッチ | 国際Aマッチ |
| 年             | 出場        | 得点        |
| -------------- | ----------- | ----------- |
| 2013           | 2           | 0           |
| 2014           | 7           | 0           |
| 2015           | 9           | 0           |
| 2016           | 6           | 0           |
| 2017           | 7           | 0           |
| 2018           | 12          | 0           |
| 2019           | 10          | 0           |
| 2020           | 7           | 0           |
| 2021           | 18          | 0           |
| 2022           | 11          | 0           |
| 2023           | 10          | 0           |
| 2024           | 6           | 0           |
| 通算           | 105         | 0           |

## タイトル

### クラブ
ノッツ・カウンティ
- フットボールリーグ2 (1)：2009-10

レスターシティ
- フットボールリーグ・チャンピオンシップ (1) : 2013-14
- プレミアリーグ (1) : 2015-16
- FAカップ (1)：2020-21
- FAコミュニティ・シールド (1)：2021

### 個人
- デンマーク年間最優秀選手賞 (1)：2016、2017、2019、2020
- PFAチームオブザイヤー：2009-10 (リーグ2)、2012–13 (チャンピオンシップ)、2013–14 (チャンピオンシップ)
- レスター・シティ最優秀選手：2011-12、2016–17
- レスター・シティ選手選出最優秀選手：2011–12、2016 –17
- レスター・シティファンクラブ選出最優秀選手：2011–12
- FIFAベストゴールキーパー賞　第3位　2018